# بلندفورد (ماساچوست)
بلندفورد(به انگلیسی: Blandford) شهرکی در شهرستان همپدن ایالت ماساچوست می‌باشد که در سال ۱۷۴۱ بنیان‌گذاری شده‌است. این شهرک در سرشماری سال ۲۰۱۰ میلادی، ۱٬۲۳۳ نفر جمعیت داشته‌است.